# John Lloyd Waddy
John Lloyd Waddy (10 de Dezembro de 1916 – 11 de Setembro de 1987) foi um oficial da Real Força Aérea Australiana, tendo posteriormente servido na Assembleia Legislativa de Nova Gales do Sul e como Ministro da Coroa. Foi um piloto de caças durante a Segunda Guerra Mundial, tendo abatido 15 aviões, o que fez dele um ás da aviação.